# FC Germania Helsinki
FC Germania Helsinki (FCGH) är en invandrarefotbollsklubb i Huvudstadsregionen och en av de officiella tyska organisationerna i Finland. Klubben är medlem i Finlands Bollförbund och  grundades formellt den 17 november 2017 men dess informella verksamhet som idrotts- och kulturförening började tidigare.
Germanias första herrlag vann sin zon i Femman 2022 och flyttades upp till Fyran. Sedan säsongen 2021 spelar även ett annat aktivt herrlag under namnet FC Germania/Akademie i Sexan. Det tredje herrlaget spelar i fritidsligan och en barn- och ungdomssektion har startats 2021.
Klubbens första och aktuella president (ordförande) är juristen Tim Becker, som är född i före detta Östtyskland och har bott i Vanda sedan 2007. En stor del av medlemmarna är tyskspråkiga invandrare från Österrike, Schweiz, Tyskland och andra länder eller infödda finländare med tysk familjbakgrund.
Utöver framgången som idrottsklubb bedrivs en social och kulturell verksamhet. På så sätt arrangeras regelbundna vänskapsmatcher, exempelvis 2015 mot ett lag av irakiska flyktingar, 2018 mot fångar från fängelset i Sörnäs, och senare mot olika lag av parlamentsledamöter och internationella diplomater i Helsingfors. Den tyska ambassaden listar FC Germania som en officiell tysk institution i Finland. Föreningen är också registrerat hos den tysk-finska handelskammaren och den samarbetar med andra tyska institutioner, som den tyska församlingen och den tyska skolan. Medlemskapet är dock öppet för alla, oavsett nationalitet eller modersmål. 2021 har FC Germania cirka 60 medlemmar från omkring 20 olika länder. Mer än hälften av spelarna i första laget har en annan nationalitet än tysk.

## Kända spelare
- Thomas Dähne, fotbollsproffs, hedersmedlem[22][23]
- Mia Heikkinen, operasångare, före detta spelare[24][25]
- Michael Rießler, språkvetare, spelar i fritidslaget[26][27]
- Torsten Tiebout, jazzmusiker och klassisk musiker, spelar i fritidslaget[28]